# San Mamés de Campos
San Mamés de Campos – gmina w Hiszpanii, w prowincji Palencia, w Kastylii i León, o powierzchni 15,54 km². W 2011 roku gmina liczyła 65 mieszkańców.